# Vzhod je rdeč
Vzhod je rdeč (Pinjin: DongFangHong, poenostavljeno kitajsko: 东方红) je pesem, ki izvira iz ljudske pesmi v provnici Shaanxi in je med državljansko vojno na Kitajskem postala hvalnica Mao Zedongu. Med kulturno revolucijo (1966 - 1976) je bila de facto himna Ljudske republike Kitajske.
Melodija izvira iz ljudske pesmi, motiv katere je ljubezen in nosi naslov, Sezamovo olje, zeljnati srčki. Med kitajskim odporom proti Japonski v '30. letih 20. stoletja je melodija dobila novo besedilo, ki je govorilo o patriotu, ki se pridruži odporu. Ko se je odpor sprevrgel v državljansko vojno med Kuomintangom in komunisti pa je nastalo besedilo iz pod peresa Li Youyuana in dobilo današnjo podobo, ki promovira misel Mao Zedonga. 
Med Kulturno revolucijo je dobila pesem neformalni status himne. Poleg Internacionale je bila najpogosteje predvajana pesem. Zaradi povezave s kulturno revolucijo in zaradi promoviranja kulta osebnosti se danes Vzhod je rdeč ne predvaja več pogosto. 
Vzhod je rdeč, je tudi naslov muzikala iz leta 1965 in promovira kitajski boj proti Japoncem in dokončno zmago komunistov leta 1949. Pri projektu so sodelovali vsi takrat najboljši glasbeniki, plesalci, koreografi. 
Tema pesmi je prav tako vključena v najbolj znan kitajski klavirski koncert, Koncert Rumene reke za klavir.
Dong Fang Hong 1 je ime prvega kitajskega umetnega satelita, ki je iz vesolja predvajal dotično melodijo.